# Fångat i flykten
Fångat i flykten är den svenske artisten Lalla Hanssons tredje studioalbum, utgivet 1976 på EMI (4E 062-35226).
Albumet producerades av Bengt Palmers, precis som föregångarna Upp till Ragvaldsträsk (1971) och Tur & retur (1973). Till skillnad från dessa är låtarna på Fångat i flykten inte covers på amerikanska poplåtar, utan till största del Hanssons egna kompositioner, ibland gjorda tillsammans med Palmers eller Ola Håkansson. Albumet spelades in i EMI:s studio i Stockholm med Björn Norén som ljudtekniker. Flertalet musiker medverkade på albumet, däribland Göran Fristorp, Roger Palm, Mike Watson och Kjell Öhman.
Fångar i flykten föregicks av albumets enda singel, "Anne-Li" (1975). Albumet tog sig in på Svenska albumlistans 49:e plats den 25 maj 1976. Detta är Hanssons första och hittills enda listplacering där.

## Låtlista
Sida A
1. "Längre fram" – 2:58 (Lalla Hansson, Ola Håkansson)
2. "Det kostar på" – 4:23 (Hansson, Bengt Palmers)
3. "Jag undrar vad hon gör" – 3:44 (Hansson, Ulf Arvidsson)
4. "Nu ska jag skaffa mej en plog" – 3:57 (James Hollingworth)
5. "Anne-Li" – 3:44 (Hansson)

Sida B
1. "I hans dröm" – 4:06 (Hansson, Palmers)
2. "I hamn" – 3:56 (Hansson, Palmers)
3. "Visa från vargaskogen" – 5:08 (Palmers)
4. "Kom me mej!" – 2:33 (Hansson, Håkansson)
5. "Landsvägspirater" – 4:00 (Hansson)

## Medverkande

### Musiker
- Lena Andersson – kör
- Jan Bandel – vibra
- Hasse Breitholtz – piano
- Py Bäckman – kör
- Göran Fristorp – gitarr
- Rolf Färdigh – elgitarr
- Per-Erik Hallin – elpiano
- Lalla Hansson – sång, gitarr
- Hasse Johnsson – bas
- Janne Kling – sax, flöjt
- Alain Leroux – elpiano
- Jan Lindgren – gitarr
- Yannick Monot – banjo, gitarr, munspel, dobro, kör
- Roger Palm – trummor
- Bengt Palmers – gitarr, bas, autoharp
- Mike Watson – bas
- Kylla Wickman – kör
- Kjell Öhman – elpiano, vibra, orgel

### Övriga
- Kjell Andersson – design
- Björn Norén – ljudtekniker
- Bengt Palmers – producent, foto
- Billy Pralin – design

## Listplaceringar
| Lista (1976) | Position |
| ------------ | -------- |
| Sverige      | 49       |